# 萨劳斯
萨劳斯（西班牙語：Zarauz，巴斯克語發音：[s̻aɾaut͡s̻] ⓘ）是西班牙巴斯克自治区吉普斯夸省的一个市镇。总面积14平方公里，总人口21078人（2001年），人口密度1506人/平方公里。

## 友好城市
- 法國 蓬塔利耶[1]